# Пикла
Пикла, известна и с евфемистичното име Тикла, е река в Южна България, в област Пловдив, десен приток на Стряма.
Реката води началото си от Айрянската река в община Хисаря. Тя събира водите на Бриганов дол, Банков дол, Тъмния дол и се спуска през село Мътеница. На изток от нея тече Пукнатата река, която извира под Марков камък. В нея се вливат Тополов дол, Кастранджиев дол, Клисав дол, Лала дере и редица други по-малки дерета. В района на село Паничери двете реки се сливат и образуват река Пикла. Оттук реката тече през Горнотракийската низина през селата Житница, Дуванлии, Калояново и Граф Игнатиево и се влива в Стряма. Има непостоянен дебит, поради който и носи името си, като максимумът ѝ е през пролетта.
През септември 2005 година, река Пикла къса дигата си пред село Дълго поле и наводнява повече от 400 къщи, без дом остават 62 семейства, а една жена загива.